# Зарвлас
Зарвлас (нід. Zaarvlaas) — селище в нідерландській провінції Північний Брабант. Входить до муніципалітету Гемерт-Бакел.
Перша згадка про населений пункт датується 1897 роком.